# Парк-Форест-Вілледж (Пенсільванія)
Парк-Форест-Вілледж (англ. Park Forest Village) — переписна місцевість (CDP) в США, в окрузі Сентр штату Пенсільванія. Населення — 8831 особа (2020).

## Географія
Парк-Форест-Вілледж розташований за координатами 40°48′0″ пн. ш. 77°54′29″ зх. д. / 40.80000° пн. ш. 77.90806° зх. д. (40.799924, -77.908117).  За даними Бюро перепису населення США в 2010 році переписна місцевість мала площу 6,35 км², уся площа — суходіл.

## Демографія
Згідно з переписом 2010 року, у переписній місцевості мешкало 9660 осіб у 3923 домогосподарствах у складі 2092 родин. Густота населення становила 1521 особа/км².  Було 4029 помешкань (634/км²).
Расовий склад населення:
| - 81,7 % — білих - 10,8 % — азіатів - 3,8 % — чорних або афроамериканців - 0,1 % — корінних американців - 1,0 % — осіб інших рас |

До двох чи більше рас належало 2,6 %. Частка іспаномовних становила 3,2 % від усіх жителів.
За віковим діапазоном населення розподілялося таким чином: 17,0 % — особи молодші 18 років, 72,4 % — особи у віці 18—64 років, 10,6 % — особи у віці 65 років та старші. Медіана віку мешканця становила 28,9 року. На 100 осіб жіночої статі у переписній місцевості припадало 105,5 чоловіків;  на 100 жінок у віці від 18 років та старших — 106,9 чоловіків також старших 18 років.
Середній дохід на одне домашнє господарство  становив 72 584 долари США (медіана — 54 531), а середній дохід на одну сім'ю — 104 052 долари (медіана — 88 689). Медіана доходів становила 60 662 долари для чоловіків та 46 758 доларів для жінок. За межею бідності перебувало 26,1 % осіб, у тому числі 12,5 % дітей у віці до 18 років та 0,1 % осіб у віці 65 років та старших.
Цивільне працевлаштоване населення становило 4266 осіб. Основні галузі зайнятості: освіта, охорона здоров'я та соціальна допомога — 50,6 %, роздрібна торгівля — 12,5 %, мистецтво, розваги та відпочинок — 10,9 %, науковці, спеціалісти, менеджери — 9,8 %.